# マンボ・キングス/わが心のマリア
『マンボ・キングス/わが心のマリア』（原題：The Mambo Kings）は、1992年制作のアメリカ合衆国・フランス合作の映画。

## 概要
1989年にピューリッツァー賞 フィクション部門を受賞したオスカー・イフェロス（Oscar Hijuelos）の小説『マンボ・キングス、愛の歌を歌う』（原題：The Mambo Kings Play Songs of Love, 日本語版は中央公論社刊）を映画化した作品である。アントニオ・バンデラスのハリウッド・デビュー作品である。
ミュージシャンのティト・プエンテとセリア・クルスが、本人役で出演している。

## あらすじ
1953年のニューヨーク。キューバから移住してきたセサールとネスターのカスティーヨ兄弟は、肉屋で働く仲間と共にラテン・バンド「マンボ・キングス」を結成、小さなクラブでの演奏から始まり、次第にメジャーなクラブでも成功を収めるようになる。
やがてラテン界の大スターであるデジ・アーナズの目に留まり、スターの道を歩み始める2人であったが、次第に2人の間には亀裂が入り始める…。

## キャスト
※括弧内は日本語吹替
- セサール・カスティーヨ - アーマンド・アサンテ（堀勝之祐）
- ネスター・カスティーヨ - アントニオ・バンデラス（辻谷耕史）
- ドロレス・フエンテス - マルーシュカ・デートメルス（佐々木優子）
- ラナ・レイク - キャシー・モリアーティ（吉田理保子）
- デジ・アーナズ - デジ・アーナズ・ジュニア[3]（宮田光）
- フェルナンド・ペレス - ロスコー・リー・ブラウン（田中信夫）
- エヴァリナ・モントーヤ - セリア・クルス（巴菁子）
- ミゲル・モントーヤ - ヴォンディ・カーティス＝ホール（納谷六朗）
- マリア・リヴェラ - タリサ・ソト
- ティト・プエンテ